# Tu Aashiqui
 (novembre 2019).
Si vous disposez d'ouvrages ou d'articles de référence ou si vous connaissez des sites web de qualité traitant du thème abordé ici, merci de compléter l'article en donnant les références utiles à sa vérifiabilité et en les liant à la section « Notes et références ».
Tu Aashiqui (तू आशिकी), en français Toi mon amour, est une série télévisée indienne romancée sortie le 20 septembre 2017, racontant une histoire d'amour entre deux jeunes, Ahaan Danrajghir et Pankti Sharma, qui croient sincèrement en leurs rêves. Cette histoire est inspirée du film américain Endless Love.

## Synopsis
À 18 ans, Pankti est vendue par sa mère, Anita Sharma, une actrice ratée, aigrie et matérialiste, qui n'éprouve aucun sentiment maternel pour ses filles. Celle-ci est promise à un riche homme d'affaires, Jaiyant Danrajghir (surnommé JD) pour vivre dans le luxe qu'elle n'a jamais connu.
JD est un homme froid, manipulateur et très brutal qui mène la vie dure à Pankti. Il lui rappelle sans cesse qu'elle est un objet à sa disposition. De plus, il la maltraite sous les yeux de sa mère et de sa sœur, Poorva. Cette dernière considère que leur mère est mauvaise.  
JD est marié à Shital, une femme généreuse dont il profite sans vergogne de l'héritage en lui mentant. Il manipule son frère Marnav, et oblige celui-ci à travailler durement en ne lui promettant pas d'être libre. Il se satisfait de détruire la carrière de son neveu Ahaan mais cache son jeu en le soutenant. Marnav n'a jamais cru en son fils ni en sa vocation de musicien. Selon lui son fils manque de sérieux, mais sa femme Aparna est de son côté. 
Sa rencontre avec Pankti, lors d'une nuit pluvieuse va tout changer. Dès lors il ne va pas cesser de la croiser, même si la mère de Pankti ne voit pas cet amour d'un bon œil. Il est contraire à ses intérêts personnels et interdit donc à Pankti de le revoir. Cependant, Pankti sera la source d'inspiration d'Ahaan qui le poussera alors à se surpasser. Le jour du mariage de son meilleur ami, il lui promet de la libérer de son bourreau, quitte à affronter la mort elle-même pour sauver l'amour de sa vie des griffes de JD.